# 奇氏西隆鯰
奇氏西隆鯰，為輻鰭魚綱鯰形目北非鯰科的其中一種，被IUCN列為瀕為保育類動物，分布於亞洲印度西高止山的淡水流域，體長可達48公分，棲息在大型河川、水庫，成群活動，屬肉食性，以魚類為食，可作為食用魚。